# Martin Stenmarck
Martin Olof Jon Stenmarck (ur. 3 października 1972 w Täby) – szwedzki aktor i piosenkarz.
Wielokrotny uczestnik Melodifestivalen (2005, 2014, 2016, 2019), reprezentant Szwecji w 50. Konkursie Piosenki Eurowizji (2005).

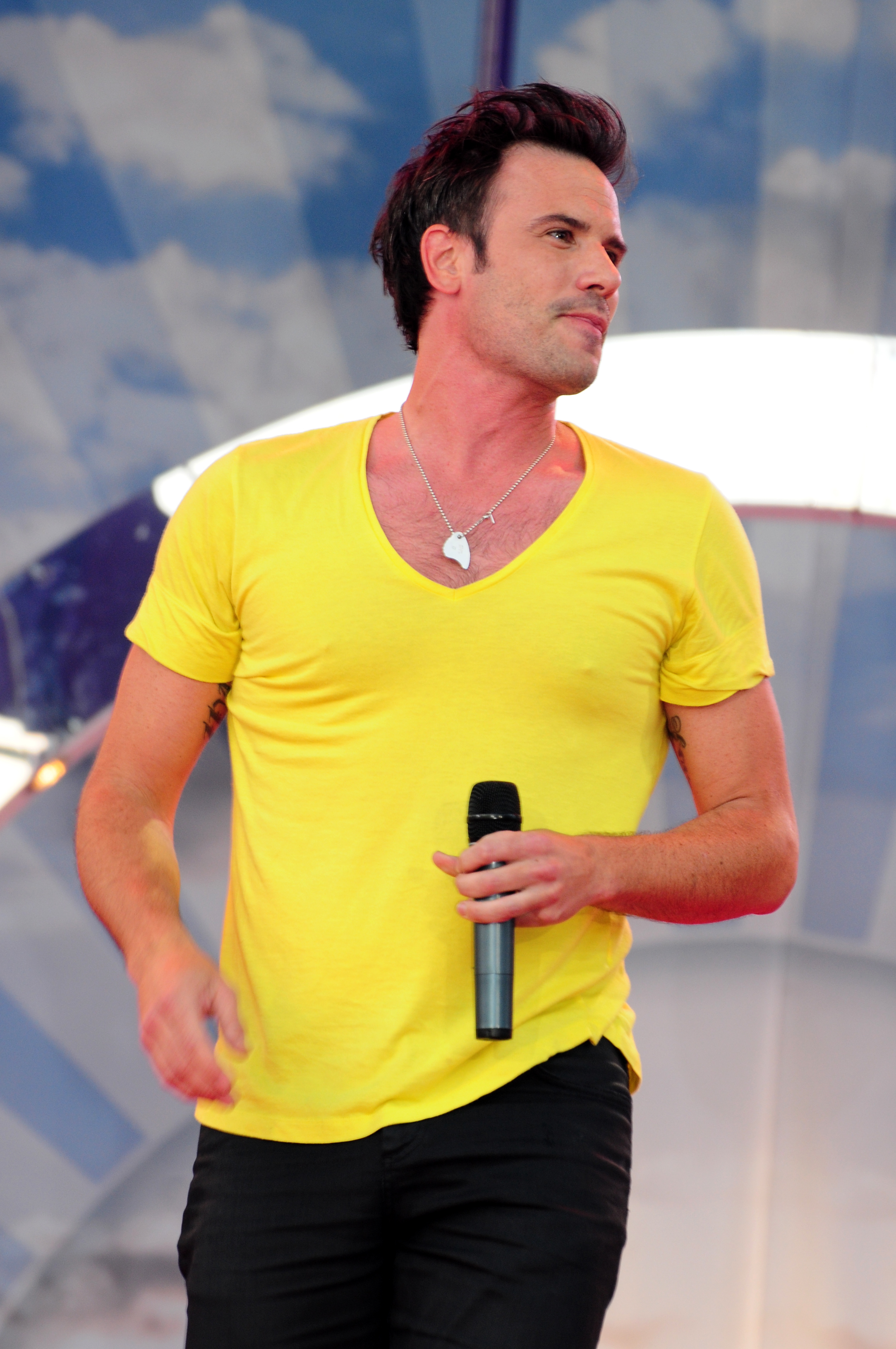
Stenmarck (2010)

## Dyskografia
Albumy studyjne
- One (2002, międzynarodowe wydanie w 2003)
- Think of Me (2004, reedycja w 2005)
- Nio sanningar och en lögn (2006, reedycja w 2007)
- Det är det pojkar gör när kärleken dör (2007)
- Septemberland (2009)
- Kaffe på Everest (2010)
- Härifrån ser jag allt! (2015)

Minialbumy (EP)
- Upp och ner sånger (2005)

Single
- 1990 – „En bomb”/„Breakdown”
- 2002 – „The Cure for You”
- 2002 – „Losing Game”
- 2003 – „I’m Falling”
- 2004 – „I ljus och mörker” (z Viktorią Krantz)
- 2004 – „That’s When I Love You”
- 2004 – „I Believe”
- 2005 – „Las Vegas”
- 2006 – „7milakliv”
- 2007 – „Nästa dans”
- 2007 – „Ta undelaten”
- 2007 – „100 år från nu (blundar)”
- 2008 – „Rubb och stubb”
- 2008 – „A Million Candles Burning”
- 2009 – „1000 nålar”
- 2010 – „Andas”
- 2010 – „Everybody’s Changing”
- 2011 – „Tonight’s the Night”
- 2014 – „När änglarna går hem”
- 2014 – „Sommarbarn”
- 2019 – „Låt Skiten Brinna”